# Constantin Hristea
Constantin  L. Hristea (n. 11 februarie 1896, Chițcani, România – d. 17 februarie 1987) a fost unul dintre fondatorii apiculturii moderne din România.

## Biografie
S-a născut la Chițcani comuna Puntișeni județul Tutova, actualmente Chițcani comuna Costești jud.Vaslui, fiind fiul lui Lazar Hristea arendaș al moșiei Chițcani. Dragostea pentru albine a prins-o încă de la vârsta de 14 ani de la mos Ștefanache Roiu un bătrân din sat după cum povestește în cartea sa "Stupăritul Nou". A absolvit Liceul Teoretic din Bârlad  iar în 1919 a obținut licența la Facultățile de Drept și de Chimie Agrară. A contribuit la dezvoltarea stupăritului împărtășind altora succesele și chiar eșecurile sale. 
A scris sute de articole în reviste și broșuri începând cu Universul, revista Buletinul Apicultorului, România Apicolă și alte publicații. A publicat mai multe broșuri ca Stupii sistematici (1933), Creșterea Reginelor (1934), Creșterea Albinelor (1935). În 1935 publica opera sa de bază Stupăritul, scrisă sub forma unui dialog cu fiul său Călin. Lucrarea a fost premiată de Academia Română în 1936 și de Academia Franceză în 1937. La vârsta de 80 ani o reactualizează și o revizuiește fiind tipărită în 1976 și 1979 sub titlul de Stupăritul Nou cu o prefață de prof. Dr. Ing. Viaceslav Harnaj. Cartea este printre cele mai complete cărți de apicultură și încă mai este foarte actuală. În 1967 publică ABC Apicol, Produsele apicole în sprijinul sănătății împreună cu Dr. Mircea Ialomițeanu iar în 1971 Boala în prisacă. 
La al XXV-lea Congres Internațional pentru Apicultură - Apimondia - (Grenoble, 1975) a primit Diploma și Medalia de Aur pentru îndelungata sa activitate publicistică în folosul dezvoltării apiculturii moderne. A fost membru fondator al A.C.A. și a primit Diploma cu numărul unu ca Membru de Onoare al A.C.A.  
A decedat la vârsta de 91 de ani fiind înmormântat la  cimitirul Belu.